# Перелік кавалерів Хреста Симона Петлюри (М)
Ця сторінка — інформаційний реєстр. Див. також основні статті: Хрест Симона Петлюри та Перелік кавалерів Хреста Симона Петлюри.
В алфавітному порядку представлені всі відомі кавалери Хреста Симона Петлюри, чиї прізвища починаються з літери «М». 
| №  | Фото | Ім'я                                      | Дата народження          | Місце народження                                                 | Дата смерті       | Місце смерті                     | Звання                                                              | Підрозділ | № ордена |
| -- | ---- | ----------------------------------------- | ------------------------ | ---------------------------------------------------------------- | ----------------- | -------------------------------- | ------------------------------------------------------------------- | --- | -------- |
| 1  |      | Магеровський Борис Володимирович          | 19 січня 1885            | Полтава                                                          | серпень 1926      | Рівне                            | Полковник                                                           | Синьожупанний) полк 2-ї Української (Синьожупанної) дивізії, Синій полк 3-ї Залізної дивізії Дієвої армії УНР |          |
| 2  |      | Мазепа Ісаак Прохорович                   | 16 серпня 1884           | с. Костобобрів, Новгород-Сіверський повіт, Чернігівська губернія | 18 березня 1952   | Аугсбург, Баварія                |                                                                     | |          |
| 3  |      | Маланюк Євген Филимонович                 | 20 січня (1 лютого) 1897 | Новоархангельськ                                                 | 16 лютого 1968    | Нью-Йорк                         |                                                                     | |          |
| 4  |      | Малець Віктор                             | 10 жовтня 1894           | м. Чугуїв                                                        | 9 липня 1969      | м. Лондон                        | Полковник                                                           | |          |
| 5  |      | Мандзенко Йосип Полікарпович              | 21 листопада 1890        | Голованівськ                                                     | після 1970        | США                              | Підполковник                                                        | |          |
| 6  |      | Мандрика Кость                            | 1889                     |                                                                  | після 1937        |                                  | старший лейтенант, або, за іншими даними, капітан 3 рангу Армії УНР | полк морської піхоти                                                                                          | 104      |
| 7  |      | Маринич Петро Іванович                    | 16 січня 1899            | Ічня, Чернігівська губернія                                      | 22 листопада 1921 | Базар, Волинська губернія        | козак                                                               | 4-та Київська стрілецька дивізія Армії УНР                                                                    |          |
| 8  |      | Марущенко-Богдановський Андріан Федорович | 17 серпня 1897           | Київ                                                             | 1940              |                                  | Підполковник                                                        | 1-й кінний Лубенський ім. М. Залізняка полк                                                                   |          |
| 9  |      | Миколаєнко Іван Сидорович                 | 24 червня 1895           | Маріупольський повіт                                             | 2 листопада 1974  |                                  | Підполковник                                                        | |          |
| 10 |      | Мишковський Євген Васильович              | 13 лютого 1882           | с.Богдани, Золотоніський повіт, Полтавська губернія              | 6 липня 1920      | Чорний Острів поблизу Проскурова | Генерал-хорунжий (посмертно)                                        | |          |
| 11 |      | Мошинський Євген Іванович                 | 13 грудня 1881           | с. Городище Сквирського повіту Київської губернії                | 29 липня 1925     | м. Лунинець, Білорусь            | Генерал-хорунжий                                                    | |          |
| 12 |      | Мстислав (Патріарх Київський)             | 10 квітня 1898           | Полтава                                                          | 11 червня 1993    | Грімбсі, Канада                  | Хорунжий                                                            | 3-тя Залізна дивізія Армії УНР                                                                                |          |